# Teufelsschloss
Le Teufelsschloss (le « château du diable » en allemand) est une montagne qui surplombe le fjord de l'Empereur François-Joseph, à l'extrémité sud-est de la péninsule d'Andrée Land dans le parc national du Nord-Est, au Groenland. Elle s'élève à 1 338 m d'altitude.

## Toponymie

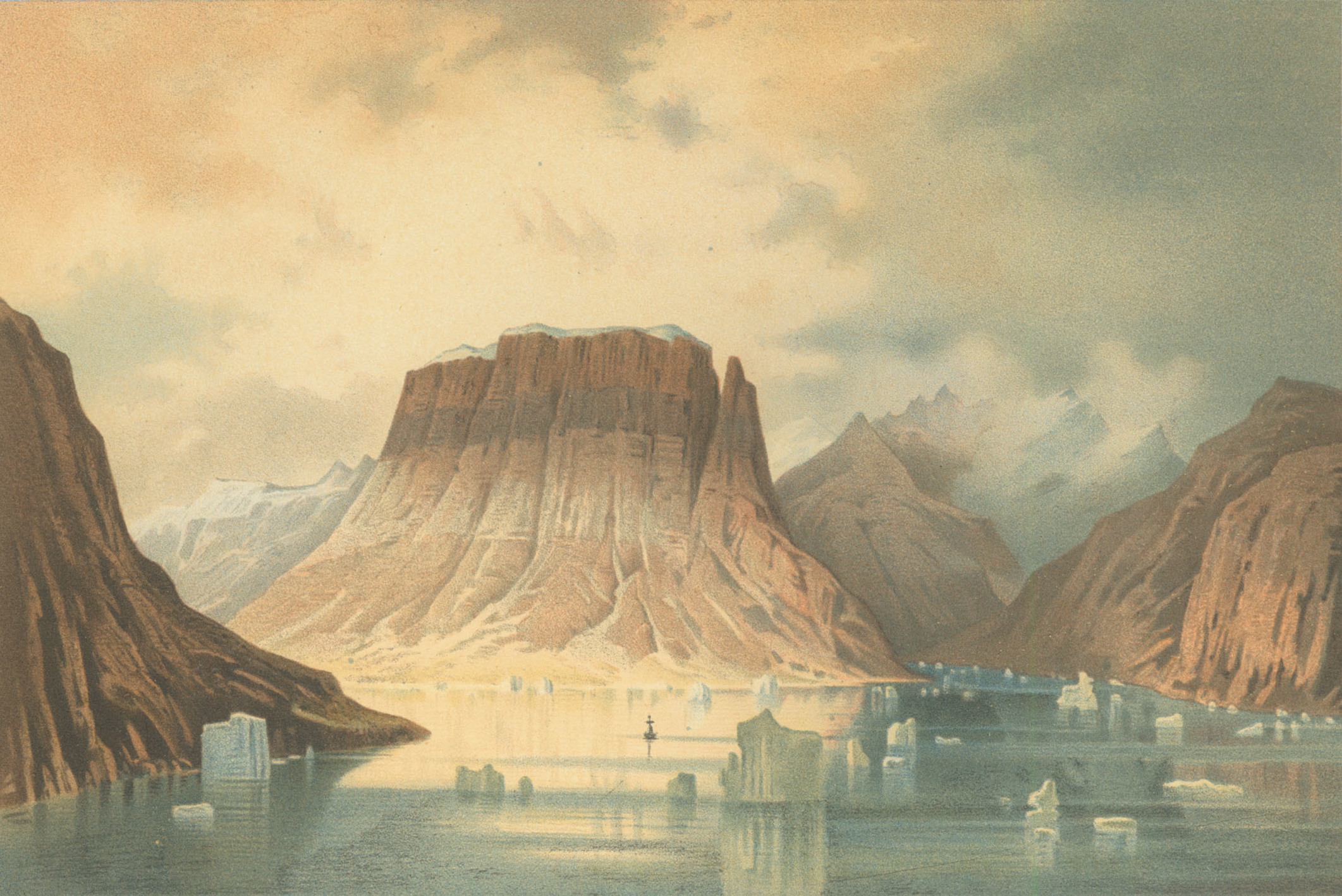
Le Teufelsschloss du fjord Franz Josef peint par un artiste anonyme à partir des dessins et des descriptions de la seconde expédition allemande au pôle Nord.

Cette montagne impressionnante et facilement repérable a été nommée au cours de la seconde expédition allemande au pôle Nord menée dans le fjord de l'Empereur François-Joseph en 1869-1970 et dirigée par l'explorateur Carl Koldewey.

## Géographie
Le Teufelsschloss est une montagne abrupte de roche rougeâtre arborant une bande de teinte plus claire qui s'étend en diagonale de la face qui fait front au fjord de l'Empereur François-Joseph. La montagne est située à environ 100 km de l'embouchure de ce fjord, à proximité de l'extrémité sud du cap Petersens, au nord-ouest de l'île Ymer. Le Teufelsschloss s'élève à 1 303 m d'altitude au-dessus du fjord,.